# 김호 (축구인)
김호(한국 한자: 金皓, 1944년 11월 24일 ~ )는 대한민국 축구 국가대표 출신 축구 감독이자 행정가이다.

## 선수 경력
대한민국 해병대 사병으로 복무한 그는 1964년부터 1968년까지 대한민국의 국가대표 축구선수로 활약했으며 제일모직 축구단, 해병대 축구단 그리고 상업은행 축구단의 창단 멤버로 입단하여 활약하였다.

## 지도자 경력
선수 은퇴 후 그는 1975년 동래고등학교의 감독직을 맡게 된 것을 시작으로 1983년에는 한일은행 축구단 감독으로 부임하여 1987년까지 활동하였다.
1988년에는 조중연 감독의 후임으로 현대 호랑이의 사령탑으로 부임하면서 프로 감독으로 데뷔하였다. 당시 현대 호랑이는 김종부 스카우트 파동 사건으로 팀 해체를 선언하였다가 실행에는 옮기지 않으며 비난만을 받는 상태였고, 실추된 이미지를 쇄신해야하는 상황이였으며, 부임 첫해에 리그 준우승을 거두었다. 울산으로 연고지를 정착한 첫해인 1990년, 6개 팀 중 5위를 기록하며 성적부진의 책임을 물고 사임하였다.
1992년 7월에 사상 처음으로 국가대표팀 전임감독으로 정식계약을 체결하며 대한민국 축구 국가대표팀 감독으로 부임하였고, 1994년 FIFA 월드컵에 참가해 당시 조별리그 2무 1패로 2002년 FIFA 월드컵 이전까지는 대한민국 국가대표팀으로선 최고의 성적을 거두었다.
월드컵 종료된 후 수원 삼성 블루윙즈의 초대 감독으로 부임해 K-리그 2회, FA컵 1회, AFC 챔피언스리그 2회 등 무수한 우승컵을 들어올리며 수원 삼성 블루윙즈를 아시아 최강팀 중 하나의 반열에 올려놓았다.
2004년 감독직을 차범근에게 넘기고 수원을 떠나 야인으로 지내던 김호는 2007년 7월 최윤겸 감독 폭행사건으로 어수선하던 K-리그 대전 시티즌의 새로운 사령탑으로 임명되어, 팀 역사상 최초로 6강 플레이오프에 진출시키는 좋은 성적을 이끌었다. 2008시즌을 앞두고 팀의 노장 선수들을 대거 내보내고 젊은 선수들 위주로 선수단을 구성하는 대대적인 선수단 리빌딩에 나섰고, 감독 통산 200승을 기록하고 '명예 대전시민'으로 선정됐음에도 불구, 정작 리그에서는 단 3승만을 기록라며 리그 13위라는 부진한 성적을 기록하였고, 2009년에도 시즌 초반 부진을 거듭하다가 에이전트 비리 사건을 비롯한 구단과의 마찰로 시즌 중반 감독직에서 불명예 퇴진하였다.
이후 고향인 통영으로 내려가 모교 통영중학교의 총감독으로 활동하였으며, 2015년 6월 용인시축구센터의 총감독으로 부임하였으나, 미흡한 일처리 능력과 도덕적 해이 등의 이유로 논란이 일었고, 이에 2016년 용인시의회 박남숙 의원이 제211회 임시회 제1차 본회의에서 김호의 퇴진을 주장하기도 하였다.

## 행정가 경력
2017년 11월 1일 대전 시티즌의 대표 이사로 선임되며 대략 10년만에 대전에 복귀하게 되었으며, 용인시축구센터에서 함께 했던 이기범 감독을 대전의 감독으로 내정했다.
이에 대전팬들은 최근 용인시축구센터에서 무능함과 더불어 불미스러운 일을 겪었으며, 과거 불미스럽게 대전을 떠난 김호의 대표 이사 선임 소식에 크게 반발했으며, 또한 당장 2017시즌 중반 지방자치제 선거도 예정되어 있기에 구단주가 기존의 시장과 다른 당 소속의 사람으로 바뀔 시 과거 김세환 사장처럼 대표 이사의 입지가 정치적 입김에 크게 흔들릴 수 있기 때문에 우려의 목소리 역시 상당했다.
또한 감독 경력이 전무하다는 것과 더불어 김호와 같이 용인시축구센터에서 불미스러운 일을 겪었던 이기범 감독의 선임을 팬들이 반발하자 이기범 감독 선임을 취소하고 과거 자신의 제자였던 고종수를 신임 감독으로 선임하였으나, 아무래도 대중에게 많이 알려지지 않았던 이기범보다는 선수 시절 활약이나 이름값이 훨씬 높은 고종수를 선임하면서 이기범 감독 선임으로 좋지 못했던 여론을 무마하려고 했던 것이 아니냐며 비난을 받았다.
이후 김호는 감독부터 시작해서 코치, 사무국장, 심지어는 유소년 지도자까지 지나치게 자신들의 측근 인사로만 구성하였으며, 전지훈련 용역업체 역시 자신의 측근 인사인 에이전트 K씨가 운영하는 업체인 AI스포츠를 전지훈련 용역업체로 선정했으며, 대전시에서 유소년팀 지원을 위한 예산을 추가로 지원했으나 명확한 이유도 없이 유소년 지도자와 계약을 미뤄 축구계의 집단 반발을 샀으며, 끝내는 유소년 지도자의 숫자를 줄이는 등 이해할 수 없는 행정을 선보이며 큰 비난을 받아야만 했으며, 이에 반발한 대전팬들이 대전시티즌 비상대책위원회를 설립하는 지경으로까지 이르렀다.
또한 브루노를 비롯한 일부 선수들에게 12월 중순부터 계약 해지를 강요하고 숙소 입소와 훈련 등에 배재하면서 7,8명의 대전 선수들이 한국프로축구선수협회에 제소를 하면서 논란이 일었다.
이외에도 김호는 선수단 규모를 60명 가까이로 늘리는 무리수를 두었으며, 이기범 감독의 아들인 이지호를 영입하는 등의 행보를 보이면서 팬들과 마찰을 빚었으며, 이러한 김호의 행정이 청와대 청원에 올라오기도 하였다.
4월 14일 아산 무궁화 FC와의 경기 종료 후에는 심판에게 욕설을 퍼붙고 심판실에 난입해 고성을 질렀다는 사실이 밝혀지면서 또다시 논란이 일었다.
2018시즌이 종료된 뒤 대전 시티즌 이사회 직원들이 김호의 사임을 촉구하면서 대거 사퇴, 김호의 방만한 구단 운영은 다시 구설수에 오르기 시작했으며, 대전 시의회 행자위원들은 '김 호 사장 책임론'을 꺼내며 1억 7천만 원을 삭감, 예결위에 올렸으며, 김호가 개혁방안을 대전시에 보고하기로 예정됐지만 이를 지키지 않은차 갑자기 태도를 바꿔 오는 13일 이사진을 상대로 '경영개선계획'을 설명을 계획하고 또 선수 모집에 나서면서 사실상 시의회하고의 전쟁을 선포했으며, 결국 대전 시의회는 예결특위를 개최해 대전시티즌이 요청한 추가경정예산 6억 원을 전액 삭감했으며, 시의회 차원에서도 김호의 사퇴를 언급하기도 하였다.
하지만 이후 신인 선수 선발 테스트에서 불법 행위가 있었다는 사실이 밝혀지면서 또다시 구설수에 올랐으며, 결국 대전시가 대전시티즌을 선수선발과정에서 부정의혹 등을 이유로 경찰에 수사를 의뢰하는 사태로 이어졌다.
결국 2019년 2월 17일 김호는 대표 이사직에서 사퇴했다.

## 그 외
- 선수 시절 베트남 전쟁에 참전한 형이 전사했다고 한다.[14]

- 2008년 5월, 대전 시티즌 감독을 지내던 시절 통산 200승 고지를 눈앞에 두고 있을 당시 큰아들 가족이 교통사고를 당해 아들이 크게 다치고 며느리와 손자를 잃는 아픔도 겪었으며, 200승 달성 소감으로 그는 “며느리와 손자에게 영광을 돌린다”고 말하기도 하였다.

- 2010년 지방 선거를 앞두고 무소속 김두관 경남 도지사 후보 지지를 선언하며 선거운동에 참여하기도 했다.

- 도하의 기적이 일어났던 1993년 북한전 전반전이 끝난 뒤 자신의 말을 듣지 않는다는 이유로 라커룸에서 당시 선수였던 홍명보를 폭행 했었다고 한다.[15]

## 참고 자료
- 수비 X파일8 : 김호,“단점을 찾아 빨리 보완하라”